# Coupe de la Ligue anglaise féminine de football
La FA Women's League Cup est une compétition de football féminin opposant les 24 clubs de Championnat d'Angleterre de football féminin (FA Women's Super League) et du Championnat d'Angleterre de football féminin de deuxième division (FA Women's Championship). Ce tournoi est créé en 2011.
L'équipe la plus souvent victorieuse de ce tournoi est Arsenal, avec 7 victoires.

## Format
La FA WSL Continental Cup est en 2011 un tournoi à élimination directe. À l'issue de la saison de championnat, les huit équipes sont tirées au sort pour jouer les quarts de finale. Les tours sont à match unique jusqu'en finale.
En 2012, la compétition voit l'apparition d'une phase de groupes : les huit clubs sont répartis en deux poules, les deux premiers de chaque poule accédant aux demi-finales.
À partir de 2014 le nombre de participants augmente régulièrement, 18 en 2024, 19 en 2016, 20 en 2018, 22 en 2019 jusqu'à atteindre 24 équipes à partir de 2020.

## Palmarès
| Année | Vainqueur       | Score       | Finaliste         | Note        |
| ----- | --------------- | ----------- | ----------------- | ----------- |
| 2011  | Arsenal         | 4 - 1       | Birmingham City   | [ 4 ]       |
| 2012  | Arsenal         | 1 - 0       | Birmingham City   | [ 5 ]       |
| 2013  | Arsenal         | 2 - 0       | Lincoln Ladies FC | [ 6 ]       |
| 2014  | Manchester City | 1 - 0       | Arsenal           |             |
| 2015  | Arsenal         | 3 - 0       | Notts County      |             |
| 2016  | Manchester City | 1 - 0ap     | Birmingham City   |             |
| 2017  | non disputé     | non disputé | non disputé       | non disputé |
| 2018  | Arsenal         | 1 - 0       | Manchester City   |             |
| 2019  | Manchester City | 0 - 0tab    | Arsenal           | [ 7 ]       |
| 2020  | Chelsea         | 2 - 1       | Arsenal           |             |
| 2021  | Chelsea         | 6 - 0       | Bristol City      |             |
| 2022  | Manchester City | 3 - 1       | Chelsea           |             |
| 2023  | Arsenal         | 3 - 1       | Chelsea           |             |
| 2024  | Arsenal         | 1 - 0 (ap)  | Chelsea           | [ 8 ]       |
| 2025  | Chelsea         | 2 - 1       | Manchester City   |             |